# David Burgess-Wise
David Burgess-Wise est un auteur, un passionné et un historien de l'automobile.
Selon la couverture du livre The Illustrated Encyclopedia of Automobiles qu'il a édité en 1979, David Burgess Wise [sans « - »] est né en 1942.
Écrivain automobile depuis 1960, Burgess-Wise a écrit 25 livres sur l'histoire de l'automobile. Il est également rédacteur en chef de la revue Aston, journal primé de l'Aston Martin Heritage Trust.

## Publications
- (en) The Illustrated encyclopedia of automobiles, Londres, New Burlington Books, 1979, 352 p. (ISBN 978-0-906286-16-6)
- (en) Classic American Automobiles
- (en) Steam on the Road, 1973
- (en) Historic Motor Cycles, 1973
- (en) Classics of the Road, 1978
- (en) The Motor Car : An Illustrated International History, 1979
- (en) Automobile Archaeology, 1981
- (en) Ghia: Ford's Carrozzeria, 1985
- (en) The Ultimate Race Car Book, 1999
- (en) Ford at Dagenham : The Rise and Fall of Detroit in Europe, 2001